# Adrien Buttafocchi
Adrien Buttafocchi (Niça, 18 de setembre de 1907 - Col d'Estérel, 29 de juny de 1937), va ser un ciclista francès que fou professional entre 1931 fins al 1937, quan va morir mentre disputava el Gran Premi d'Antibes.
Del seu palmarès destaca una etapa a la París-Niça de 1937.

## Palmarès
- 1930
  - 1r al G.P. de la Victòria de Niça
- 1932
  - Vencedor d'una etapa de la Niça-Toló-Niça
  - 1r a la Marsella-Niça
  - 1r al Circuit Justin Berta
- 1933
  - 1r a la Marsella-Niça
  - 1r al G.P. de la Victòria de Niça
  - 1r al G.P. de Niça
- 1934
  - Vencedor d'una etapa de la Niça-Toló-Niça
- 1937
  - Vencedor d'una etapa de la París-Niça

### Resultats al Tour de França
- 1931. Abandona (23a etapa)
- 1932. Abandona (19a etapa)
- 1933. Abandona (8a etapa)
- 1934. Abandona (2a etapa)

### Resultats al Giro d'Itàlia
- 1935. 58è a la classificació general.